# Ipomoea clarensis
Ipomoea clarensis är en vindeväxtart som beskrevs av Brother Alain. Ipomoea clarensis ingår i släktet praktvindor, och familjen vindeväxter. Inga underarter finns listade i Catalogue of Life.